# Бреј-Червинија
Бреј-Червинија (итал. Breuil-Cervinia) је насеље у Италији у округу Долина Аосте, региону Долина Аосте.
Према процени из 2011. у насељу је живело 753 становника. Насеље се налази на надморској висини од 2023 м.

## Ђиро д’Италија
Град је био домаћин циља пет етапа на Ђиро д’Италији, први пут 1960. На Ђиру 2015, Фабио Ару је тријумфовао на путу до освајања другог мјеста, јер је претекао сувозача Микела Ланду. Червинија ће бити домаћин циља 20 етапе на Ђиро д’Италији 2018, етапе која ће потврдити побједника, јер је последња брдска. На етапи се возе успони Текуре и 16 km дуг успон Кол де Сент Пантелеон. Червинија је последњи успон, дуг 19 km.
| Година | Етапа | Старт етапе    | Дистанца (km) | Побједник етапе | Лидер трке       |
| ------ | ----- | -------------- | ------------- | --------------- | ---------------- |
| 2018.  | 20    | Суса           | 214           |                 |                  |
| 2015.  | 19    | Гравелона Точе | 236           | Фабио Ару       | Алберто Контадор |
| 2012.  | 14    | Кераско        | 205           | Андреј Амадор   | Рајдер Хеседал   |
| 1997.  | 14    | Ракониђи       | 238           | Иван Готи       | Иван Готи        |
| 1960.  | 12    | Асти           | 176           | Адо Кацјанка    | Јос Ховенерс     |